# Allemagne au Concours Eurovision de la chanson 1962
L'Allemagne a participé au Concours Eurovision de la chanson 1962, alors appelé le « Grand prix Eurovision de la chanson européenne 1962 », à Luxembourg-Ville, au grand-duché du Luxembourg. C'est la 7e participation allemande au Concours Eurovision de la chanson.
Le pays est représenté par la chanteuse Conny Froboess et la chanson Zwei kleine Italiener, sélectionnées par Hessischer Rundfunk (HR) au moyen d'une finale nationale.

## Sélection

### Deutsche Schlagerfestspiele 1962
Le radiodiffuseur allemand pour le Land de la Hesse, la Hessischer Rundfunk (HR, « Radiodiffusion de la Hesse »), organise la finale nationale Deutsche Schlagerfestspiele 1962 (« Festival de la chanson allemande ») afin de sélectionner l'artiste et la chanson représentant l'Allemagne au Concours Eurovision de la chanson 1962.
La sélection nationale allemande a eu lieu du 12 janvier au 17 février 1962, chaque demi-finale et la finale ayant lieu dans une ville allemande différente.
12 artistes et 24 chansons ont participé à cette sélection allemande, composée de quatre demi-finales suivies par la finale le 17 février 1962. Les chansons sont toutes interprétées en allemand, langue nationale de l'Allemagne.
Plusieurs participants à cette sélection allemande, ont déjà ou iront participer par la suite à l'Eurovision représentant l'Allemagne ou un autre pays : Wyn Hoop en 1960 (Allemagne) ; Siw Malmkvist en 1960 (Suède), 1969 (Allemagne) ; Jimmy Makulis en 1961 (Autriche) ; Carmela Corren en 1963 (Autriche) et Margot Eskens en 1965 (Allemagne).
Lors de cette sélection, c'est la chanson Zwei kleine Italiener interprétée par Conny Froboess qui fut choisie.

#### 1redemi-finale - Francfort
La première demi-finale a eu lieu le vendredi 12 janvier 1962 à Francfort-sur-le-Main.
| Ordre | Artiste        | Chanson                    | Traduction                  |
| ----- | -------------- | -------------------------- | --------------------------- |
| 1     | Conny Froboess | Hallo Hallo Hallo          | Allô Allô Allô              |
| 2     | Conny Froboess | Zwei kleine Italiener      | Deux petits Italiens        |
| 3     | Rita Paul (en) | Canzonetta d'amore         | Chansonnette d'amour        |
| 4     | Rita Paul      | La luna romantica          | La lune romantique          |
| 5     | Jimmy Makulis  | Ich habe im Leben nur Dich | Je n'ai que toi dans la vie |
| 6     | Jimmy Makulis  | Keiner weiß wohin          | Personne ne sait où         |

#### 2edemi-finale - Stuttgart
La deuxième demi-finale a eu lieu le vendredi 19 janvier 1962 à Stuttgart.
| Ordre | Artiste       | Chanson                             | Traduction                                |
| ----- | ------------- | ----------------------------------- | ----------------------------------------- |
| 1     | Peter Beil    | Dein erster Kuß                     | Ton premier baiser                        |
| 2     | Peter Beil    | Ein verliebter Italiener            | Un Italien amoureux                       |
| 3     | Peggy Brown   | Das Lexikon d'amour                 | L'encyclopédie d'amour                    |
| 4     | Peggy Brown   | Ein Wiederseh'n mit Jacky           | Une réunion avec Jacky                    |
| 5     | Siw Malmkvist | Der eine, der bist Du               | Tu es celui                               |
| 6     | Siw Malmkvist | Die Wege der Liebe (sind wunderbar) | Les chemins de l'amour (sont magnifiques) |

#### 3edemi-finale - Cologne
La troisième demi-finale a eu lieu le vendredi 26 janvier 1962 à Cologne.
| Ordre | Artiste                    | Chanson                            | Traduction                                    |
| ----- | -------------------------- | ---------------------------------- | --------------------------------------------- |
| 1     | Pirkko Mannola et Wyn Hoop | Komm ein bißchen näher zu mir her  | Viens plus près de moi                        |
| 2     | Pirkko Mannola et Wyn Hoop | Mama will dich sehen               | Maman veut te voir                            |
| 3     | Ralf Bendix                | Das Neueste aus Paris              | Dernièrement à Paris                          |
| 4     | Ralf Bendix                | Spanische Hochzeit                 | Mariage espagnol                              |
| 5     | Margot Eskens              | Ein Herz das kann man nicht kaufen | Un cœur ne peut être acheté                   |
| 6     | Margot Eskens              | Jeder braucht jeden Tag Liebe      | Tout le monde a besoin d'amour tous les jours |

#### 4edemi-finale - Munich
La quatrième demi-finale a eu lieu le vendredi 2 février 1962 a lieu à Munich.
| Ordre | Artiste                | Chanson                        | Traduction                     |
| ----- | ---------------------- | ------------------------------ | ------------------------------ |
| 1     | Carmela Corren         | Eine Rose aus Santa Monica     | Une rose de Santa Monica       |
| 2     | Carmela Corren         | Irgendwie geht es immer weiter | De toute façon ça ira toujours |
| 3     | Bill Ramsey            | Hilly Billy Banjo Bill         | –                              |
| 4     | Bill Ramsey            | Old Jonny war ein Wunderkind   | Vieux Jonny était un prodige   |
| 5     | Ann-Louise Hanson (en) | Au revoir, auf wiederseh'n     | – Au revoir                    |
| 6     | Ann-Louise Hanson      | Sing kleiner Vogel             | Chante petit oiseau            |

#### Finale
La finale nationale a eu lieu le samedi 17 février 1962 dans la Großer Saal du Kurhaus (en) de la ville de Baden-Baden.
| Ordre | Interprète                 | Chanson                             | Traduction                                | Points | Place |
| ----- | -------------------------- | ----------------------------------- | ----------------------------------------- | ------ | ----- |
| 1     | Conny Froboess             | Zwei kleine Italiener               | Deux petits Italiens                      | 19     | 1     |
| 2     | Rita Paul (en)             | La luna romantica                   | La lune romantique                        | 2      | 6     |
| 3     | Jimmy Makulis              | Ich habe im Leben nur Dich          | Je n'ai que toi dans la vie               | 0      | 11    |
| 4     | Peter Beil                 | Ein verliebter Italiener            | Un Italien amoureux                       | 0      | 11    |
| 5     | Peggy Brown                | Das Lexicon d'amour                 | L'encyclopédie d'amour                    | 2      | 6     |
| 6     | Siw Malmkvist              | Die Wege der Liebe (sind wunderbar) | Les chemins de l'amour (sont magnifiques) | 18     | 2     |
| 7     | Pirkko Mannola et Wyn Hoop | Mama will dich sehen                | Maman veux te voir                        | 6      | 4     |
| 8     | Ralf Bendix                | Spanische Hochzeit                  | Mariage espagnol                          | 5      | 5     |
| 9     | Margot Eskens              | Ein Herz das kann man nicht kaufen  | Un cœur ne peut être acheté               | 8      | 3     |
| 10    | Carmela Corren             | Eine Rose aus Santa Monica          | Une rose de Santa Monica                  | 1      | 8     |
| 11    | Bill Ramsey                | Hilly Billy Banjo Bill              | –                                         | 1      | 8     |
| 12    | Ann-Louise Hanson (en)     | Sing kleiner Vogel                  | Chante petit oiseau                       | 1      | 8     |

## À l'Eurovision
Chaque jury d'un pays attribue 3, 2 et 1 vote à ses 3 chansons préférées.

### Points attribués par l'Allemagne
| 3 points | France |
| 2 points | Suisse |
| 1 point  | Monaco |

### Points attribués à l'Allemagne
| 3 points | 2 points                                     | 1 point    |
| -------- | -------------------------------------------- | ---------- |
|          | - Finlande - Monaco - Pays-Bas - Royaume-Uni | - Danemark |

Conny Froboess interprète Zwei kleine Italiener en 7e position lors de la soirée du concours, le 18 mars 1962, après la Suède et avant les Pays-Bas. Au terme du vote final, l'Allemagne termine 6e sur 16 pays, ayant reçu 9 points au total.